# 高城亜樹
高城 亜樹（たかじょう あき、1991年〈平成3年〉10月3日 - ）は、日本の女優、タレント、YouTuber。女性アイドルグループAKB48およびJKT48の元メンバー。
東京都出身。アイエス・フィールド所属。夫はプロサッカー選手の高橋祐治。

## 略歴
2008年
- 『AKB48 第三回研究生（6期生）オーディション』に合格。8月23日、日比谷野外大音楽堂で開催されたコンサート『ライブDVDは出るだろうけど、やっぱり生に限るぜ! AKB48夏祭り』において初のステージ出演。同年10月19日の『チームA 5th Stage「恋愛禁止条例」』公演初日に小嶋陽菜のアンダーとして劇場公演に初出演した。そして、劇場公演デビューから71日後の同年12月29日に、研究生から旧チームAへの昇格が発表された。

2009年
- 6月から7月にかけて投票が実施された『AKB48 13thシングル 選抜総選挙「神様に誓ってガチです」』では23位で、アンダーガールズに選出された。
- 12月7日のチームA公演でビスケットエンターティメント（ワタナベエンターテインメント傘下）への移籍が発表された。

2010年
- AKB48の2ndアルバム『神曲たち』では当時選抜メンバー未経験ながらも通常盤のジャケット写真のメンバーに抜擢され、5月26日に発売された16thシングル「ポニーテールとシュシュ」では初めて選抜メンバーに選出された。
- 5月から6月にかけて投票が実施された『AKB48 17thシングル 選抜総選挙「母さんに誓って、ガチです」』では13位で、シングル選抜メンバーに選出。
- 6月28日、チームB 5th Stage「シアターの女神」公演で、同じ事務所所属の柏木由紀・倉持明日香と「フレンチ・キス」結成を発表。
- 9月8日に「フレンチ・キス」名義でデビューシングル「ずっと 前から」発売。
- 9月21日に開催された『AKB48 19thシングル選抜じゃんけん大会』では8位で、メディア選抜メンバーに選出。

2011年
- 5月から6月にかけて投票が実施された『AKB48 22ndシングル 選抜総選挙「今年もガチです」』では12位で、メディア選抜メンバーに選出[7]。

2012年
- 3月1日、Google+の秋元康の投稿において発表された「ぐぐたす選抜」に選出された。
- 5月、柏木・倉持・大家志津香・佐藤夏希とともにワタナベエンターテインメントへ移籍。
- 5月から6月にかけて投票が実施された『AKB48 27thシングル 選抜総選挙』では17位で、アンダーガールズに選出された[8]。
- 8月24日、『AKB48 in TOKYO DOME 〜1830mの夢〜』初日公演において、JKT48へ移籍することが発表された[9][10]。
- 11月1日、JKT48に移籍。
- 12月26日、JKT48劇場デビュー[11]。TwitterとFacebookを開始[12]。

2013年
- 4月28日、『AKB48グループ臨時総会 〜白黒つけようじゃないか!〜』最終日の夜公演において、AKB48チームBを兼任することが発表され[13]、同日付をもって兼任が開始された[注 1]。
- 5月から6月にかけて投票が実施された『AKB48 32ndシングル 選抜総選挙』では20位で、アンダーガールズに選出された[15]。

2014年
- 2月24日、AKB48グループ大組閣祭りにおいてJKT48との兼任を解除されることが発表された[16]。
- 3月1日、自身のプロデュースによるペットファッションブランド「Vivre by Cherie Sienne（ビーブル バイ シェリジェンヌ）」を発表[17][18]。
- 6月5日（6日未明）より放送開始のドラマ『SAVEPOINT』（テレビ東京）でドラマ初主演を務める[19]。劇中ではそれまでのロングヘアーを自ら切ってショートヘアーにしたりアクションシーンに挑戦した[19]。
- 5月から6月にかけて投票が実施された『AKB48 37thシングル 選抜総選挙』では26位で、アンダーガールズに選出された[20]。

2015年
- 2月18日、北九州市観光大使に任命される[21]。
- 3月26日、さいたまスーパーアリーナで行われた『AKB48春の単独コンサート〜ジキソー未だ修行中！』において、チームKへの異動が発表される[22]。
- 5月から6月にかけて投票が実施された『AKB48 41stシングル 選抜総選挙』では30位で、アンダーガールズに選出された[23]。
- 12月15日、TOKYO DOME CITY HALLで開催された『第5回AKB48紅白対抗歌合戦』において、AKB48を卒業することを発表[4]。

2016年
- 1月21日、TOKYO DOME CITY HALLにて「高城亜樹・永尾まりや卒業コンサート」が開催される[24]。
- 1月26日から、舞台『カサネ』にて遠藤雄弥とダブル主演を務める[25]。
- 2月2日、AKB48劇場での卒業公演が2月23日のチームK公演に決定したこと、5月1日に開催される「唇にBe My Baby」劇場盤発売記念大握手会が最後の握手会参加となることが発表される[26]。
- 5月1日、AKB48での活動を終了。4月末で所属していたワタナベエンターテインメントを退社[27]。

2017年
- 2月21日から26日にかけてシアターKASSAIにて上演された、演劇集団「バックドア」主催公演「自慢の男」に出演。AKB48卒業後初の舞台作品出演となった[28]。
- 3月15日、YouTubeチャンネルを開設する。
- 11月20日、アイエス・フィールドへの移籍を発表した[29]。

2024年
- 3月16日、横浜・ぴあアリーナMMにて開催された、AKB48 春コンサート2024 inぴあアリーナMM 「柏木由紀卒業コンサート 〜17年間、歩いて来たこの道〜supported by イモトのWiFi」に、フレンチ・キスのメンバーとして倉持明日香とゲスト出演し柏木由紀を含めた3人で「If」「カッコ悪い　I love you」を歌唱した。[30]

## 人物
チャームポイントは右目の下にあるホクロ。視力が悪く、自宅などでは普段、眼鏡を着用している。
6歳まで福岡県北九州市で過ごした。プロフィール上の出身地は東京都としているが、北九州市について「わたしの基本を作ってくれた」とも表現しており、過去2回発売されたイメージ作品はいずれも幼少時代を過ごした北九州市が舞台となっている。
小学校4年生の時に家族と行ったスキー場でスキー板が暴走し激しく転倒して以来、スキーがトラウマになっていたが、『AKB48 ネ申テレビSpecial〜冬の国から2010〜』の企画で、北原里英とともに全日本スキー連盟（SAJ）が定めたスキーバッジテスト4級を受験し合格した。テニスが得意で、テニス部に中学校1年生から高校2年生の春まで所属していたが、AKB48に入る際に退部した。
学校の勉強は苦手な一方、家庭科の成績はずっと5だったと述懐している。
高校時代、ファミリーレストランと宅配ピザ店でのアルバイト経験がある。
スマーフ、マリーという名の2匹のチワワを飼っており、自身のプロデュースによるペットファッションブランドの発表イベントにも同席した。ほかにルアナという名のトイプードルも飼っている。
好きな食べ物は、梅干し、寿司。一番好きな飲物はミルクティー。
ハリー・ポッターシリーズのファンであり、好きなキャラクターはドビー。2011年4月21日に渋谷パルコ公園通り広場で行われた、映画「ハリー・ポッターと死の秘宝 PART1」ブルーレイ＆DVDとテレビゲーム「レゴ ハリー・ポッター」の同時リリースを記念したイベントに、ファン代表としてゲスト出演した。
憧れの存在はモーニング娘。であり、中でも後藤真希の大ファンだった。

### 家族・親族
3人姉妹の次女。姉は元Girl〈s〉ACTRYの高城樹衣。
夫はプロサッカー選手の高橋祐治、2019年に結婚。
義姉はモデル・女優の高橋メアリージュン・高橋ユウ。
第1子男児を2019年に、第2子男児を2022年に出産。

### AKB48
キャッチフレーズは、「緑茶、麦茶、ウーロン茶、でもやっぱり〜あきちゃ」（茶と「ちゃ」の韻踏み）。メンバーからは「あきちゃ」、後輩メンバーからは「あきちゃさん」と呼ばれていたが、倉持明日香からは「おたまる」と呼ばれていた。
AKB48の中で尊敬するメンバーは、高橋みなみ、篠田麻里子、大島優子。AKB48の中で一番好きな楽曲は、自身も参加している「君のことが好きだから」。
AKB48の「赤十字オフィシャルメッセンジャー」受任に伴い、赤十字救急法救急員養成基礎講習を修了。
AKB48メンバーが参加しているGoogle+では、他のメンバーの書き込んだ内容に頻繁にコメントを残していたことから、北原里英が2011年12月12日に「コメントマスターあきちゃ」と呼びかけたところ、本人も気に入り、その後、松井咲子がGoogle+において高城を「コメントマスター」の略称「コメマス」と呼んで以降、Google+上で高城=コメマスという略称が普及、ついには本人もGoogle+上では自らを「コメマス」と呼ぶようになっていた。
ある日、当時AKB48劇場の支配人だった戸賀崎智信に、7回（顔を合わせる毎に）「おはようございます」と言ったことがあるなどのエピソードがある。

## AKB48・JKT48在籍時の参加楽曲

### シングルCD選抜楽曲
AKB48名義
- 「言い訳Maybe」に収録
  - 飛べないアゲハチョウ - 「アンダーガールズ」名義
- 「RIVER」に収録
  - 君のことが好きだから - 「アンダーガールズ」名義
- 「桜の栞」に収録
  - 遠距離ポスター - 「チームPB」名義
- ポニーテールとシュシュ
  - マジジョテッペンブルース
- ヘビーローテーション
  - ラッキーセブン
  - 野菜シスターズ -「野菜シスターズ」名義
- Beginner
- チャンスの順番
  - 予約したクリスマス
  - 胡桃とダイアローグ - 「チームA」名義
- 桜の木になろう
- Everyday、カチューシャ
  - これからWonderland
  - ヤンキーソウル
- フライングゲット
  - 青春と気づかないまま
  - 野菜占い - 「野菜シスターズ2011」名義
- 風は吹いている
- 「上からマリコ」に収録
  - ノエルの夜
  - 隣人は傷つかない - 「チームA」名義
- GIVE ME FIVE!
  - 羊飼いの旅 - 「スペシャルガールズB」名義
- 真夏のSounds good !
  - ぐぐたすの空 -「ぐぐたす選抜」名義
- 「ギンガムチェック」に収録
  - なんてボヘミアン - 「アンダーガールズ」名義
- 「永遠プレッシャー」に収録
  - とっておきクリスマス
- さよならクロール
- 「恋するフォーチュンクッキー」に収録
  - 愛の意味を考えてみた - 「アンダーガールズ」名義
- 「ハート・エレキ」に収録
  - 快速と動体視力 - 「アンダーガールズ」名義
  - Tiny T-shirt - 「Team B」名義
- 「鈴懸の木の道で「君の微笑みを夢に見る」と言ってしまったら僕たちの関係はどう変わってしまうのか、僕なりに何日か考えた上でのやや気恥ずかしい結論のようなもの」に収録
  - Mosh & Dive
- 「前しか向かねえ」に収録
  - 君の嘘を知っていた - 「Beauty Giraffes」名義
- 「ラブラドール・レトリバー」に収録
  - Bガーデン - 「Team B」名義
- 「心のプラカード」に収録
  - 誰かが投げたボール - 「アンダーガールズ」名義
- 「希望的リフレイン」に収録
  - 歌いたい - 「かとれあ組」名義
  - ロンリネスクラブ - 「Team B」名義
- 「ハロウィン・ナイト」に収録
  - さよならサーフボード -「アンダーガールズ」名義
- 「唇にBe My Baby」に収録
  - お姉さんの独り言 - 「Team K」名義

JKT48名義
- RIVER
  - Sakura no Shiori
  - Kimi ni Au Tabi Koi wo Suru
- 「Yuuhi wo Miteiruka?」に収録
  - Nagai Hikari
- Fortune Cookie Yang Mencinta
  - First Rabbit
  - Fortune Cookie in Love - English Version -
- 真夏のSounds good !
  - Manatsu no Sounds Good! – Summer Love Sounds Good!

### アルバムCD選抜楽曲
AKB48名義
- 『神曲たち』に収録
  - Baby! Baby! Baby! Baby!
  - 君と虹と太陽と
- 『SET LIST〜グレイテストソングス〜完全盤』に収録
  - あなたがいてくれたから
- 『ここにいたこと』に収録
  - 少女たちよ
  - Overtake - 「チームA」名義
  - 人魚のバカンス
  - ここにいたこと
- 『1830m』に収録
  - いつか見た海の底 - 「Up-and-coming girls」名義
  - 青空よ 寂しくないか?
- 『次の足跡』に収録
  - After rain
  - イチニノサン
  - 悲しき近距離恋愛 - 「Team B」名義
- 『ここがロドスだ、ここで跳べ!』に収録
  - To goで - 「倉持Team B」名義
  - 生き続ける
- 『0と1の間』に収録
  - 愛の使者 - 「Team K」名義

JKT48名義
- 『Heavy Rotation』に収録
  - Oogoe Diamond
  - Gomenne, Summer

### 劇場公演ユニット曲
AKB48名義
チームA 5th Stage「恋愛禁止条例」公演（劇場初出演）
- 黒い天使
- ハート型ウイルス（小嶋陽菜のユニットアンダー）

チームK 4th Stage「最終ベルが鳴る」公演（宮澤佐江の全員曲アンダー）
チームK 5th Stage「逆上がり」公演
- 愛の色（宮澤佐江のアンダー）

THEATRE G-ROSSO「夢を死なせるわけにいかない」公演
- となりのバナナ（河西智美・藤江れいな・仲川遥香・岩佐美咲のスタンバイ）
- 初めてのジェリービーンズ（宮澤佐江・藤江れいな・仲谷明香・鈴木まりやのスタンバイ）

チームA 6th Stage「目撃者」公演
- 炎上路線

梅田チームBウェイティング公演
- 涙に沈む太陽（チームサプライズ 「重力シンパシー」公演、宮澤佐江ポジション）

チームB 6th Stage「パジャマドライブ」公演
- 鏡の中のジャンヌダルク

春風亭小朝「イヴはアダムの肋骨」公演
- ハート型ウイルス（チームA 5th Stage「恋愛禁止条例」公演、小嶋陽菜ポジション）

田原総一朗 「ド〜なる?!ド〜する?!AKB48」公演
- 1994年の雷鳴（チームサプライズ 「重力シンパシー」公演、板野友美ポジション）

AKB48 峯岸チームK「最終ベルが鳴る」公演
- 22人姉妹の歌

JKT48名義
チームJ 1st Stage「恋愛禁止条例」公演
- Renai Kinshi Jourei

## 作品

### 映像作品
- 高城亜樹 あきちゃと帰ろー（2010年10月29日、リバプール）
- 高城亜樹 2ndDVD わんだーらんど（2011年3月30日、リバプール）

## 出演

### テレビ

#### テレビドラマ
- マジすか学園（2010年1月8日 - 3月26日、テレビ東京） - アキチャ 役
- マジすか学園2（2011年4月15日 - 6月17日、テレビ東京） - アキチャ 役
- 桜からの手紙 〜AKB48 それぞれの卒業物語〜（2011年2月6日 - 3月6日、日本テレビ）
- SAVEPOINT（2014年6月5日 - 26日、テレビ東京） - 主演・アキ 役[55]
- カサネ（2015年3月4日 - 25日、テレビ東京） - 主演・多々良見花弥生 役

#### バラエティ・情報番組
- すイエんサー（2009年4月28日 - 5月12日・2010年1月5日、NHK教育）
- G.I.ゴロー（2010年5月10日 - 24日、TBS）
- ひるおび!（2012年4月4日 - 2016年4月29日・不定期出演、TBS） - 「ひるおび!天気」担当
- ソーシャルトリップ〜スマホ1つで世界に飛び出せ〜（2013年1月13日 - 3月31日、テレビ東京） - ナレーション担当として単独レギュラー出演
- フレンチ・キスのキス旅（2014年7月1日 - 9月23日、テレビ東京）
- フレンチ・キスのキス旅2（2015年7月5日 - 9月27日、テレビ東京）
- TiARY TV プラスVR（2018年4月7日 - 2019年8月12日、tvk） - サブMC[56]

- 踊る！さんま御殿‼（2021年6月15日、日本テレビ）

- 踊る！さんま御殿‼（2020年2月18日、日本テレビ）

- 食彩県しずおか旬便り（2024年9月29日、静岡朝日テレビ）

- ジャンクSPORTS・アスリートの奥様回（2024年12月15日、フジテレビ）

### 映画
- アニメ女子・外伝〜藍の翼・カーレッジ〜（2019年1月5日公開） - 主演・秋吉芽紅 役[57]
- HARAJUKU～天使がくれた七日間～（2020年9月25日公開） - 沙耶 役[58]

### ラジオ
- フレンチ・キスのKissラジ!（2011年4月2日 - 2013年3月31日・2014年10月5日・2015年10月11日[注 4]、TOKYO FM）
- リッスン? 〜Live 4 Life〜（2013年10月24日・2014年2月27日、文化放送）
- イモトのWiFi presents 高城亜樹のフライデートリップ （2014年4月4日 - 2016年3月25日、TOKYO FM）[59]

#### Webラジオ
- AKB48柏木由紀と高城亜樹のオールナイトニッポンモバイル（2010年1月20日 - ）
- AKB48 高城亜樹のオールナイトニッポンモバイル（2010年4月9日 - ）

### 舞台
- カサネ（2016年1月26日 - 31日、赤坂RED/THEATER） - 主演・多々良見花弥生 役[60][61]
- 演劇集団バックドア「自慢の男」（2017年2月21日 - 26日、シアターKASSAI）[62]
- 劇団ドリームプリンセス「ぴんすぽ！」（2017年6月8日 - 11日、六行会ホール） - 主演・明日（あかり） 役（大和田南那とW主演）[63]
- ら・ら・ら・ららんど～天使っぽい君にラブソングを～（2017年10月11日 - 15日、六行会ホール） - ヒロイン・相沢未亜 / ラブ 役[64]
- THE BAMBI SHOW～2ND STAGE～（2017年11月17日 - 23日、CBGKシブゲキ!!）[65]
- フォトシネマ朗読劇「命のバトン」（2019年4月13日 - 14日、R’ｓアートコート）

### CM・広報
- 大塚製薬 ポカリスエット「Love Letter編」・「presentation編」（インドネシア、2012年10月27日 - ）[66]
- 北九州市 PR動画「北九州見チャリ！」シリーズ[67]
  - 3 八幡西区編（2015年11月）[68]
  - 4 若松区編（2015年12月）[69]
  - 6 八幡東区編（2016年2月）[70]
- 表参道研究所（2020年 -2021年 ） - イメージキャラクター
  - スペシャルムービー「生きる美しさ」女性編 / ママ編・「さらさらと生きる」納豆キナーゼ編（2020年12月23日 - ）[71]
- SUZUKI×富士山女子駅伝（2024年12月）

### イベント
- 鳥取マラソン2014（2014年3月16日、鳥取砂丘 オアシス広場・鳥取県庁）
- オタクパリピカケイカク（2017年1月21日、Club Asia）[72]
- DiA tokyo 1st ANNIVERSARY（2017年10月8日、DiA tokyo）[73]
- TiARY TV Fes!! Powered by Tokyo Street Collection（2018年9月9日、品川インターシティホール）[74]

## 書籍

### 写真集
- B.L.T. U-17 vol.9 sizzleful girl 2009 winter（2009年2月5日、東京ニュース通信社）
- B.L.T. U-17 Vol.11 sizzleful girl 2009 summer（2009年8月5日、東京ニュース通信社）

### 雑誌・新聞連載
- 月刊AKB48グループ新聞（2013年2月15日 - 、日刊スポーツ新聞社・日刊スポーツ新聞西日本・北海道日刊スポーツ新聞社） - 2013年2月号より「ジャカルタ日記」を仲川遥香と共同連載。

### カレンダー
- 高城亜樹 2012年カレンダー（2011年11月19日、ハゴロモ）
- 高城亜樹 2012 TOKYOデートカレンダー（2011年11月29日、ハゴロモ）
- 卓上 高城亜樹 2013年カレンダー（2012年12月7日、ハゴロモ）
- 卓上 高城亜樹 2014年カレンダー（2013年12月6日、ハゴロモ）
- クリアファイル付 卓上 高城亜樹 2015年カレンダー（2014年12月13日、ハゴロモ）